# Franz Götze
Franz Götze, född den 10 maj 1814 i Neustadt, död den 2 april 1888 i Leipzig, var en tysk musiker. Han var far till Auguste Götze.
Götze, som var elev till Spohr, anställdes 1831 som förste violinist vid hovkapellet i Weimar. Han uppträdde 1836–1852 som förste tenor vid operan där och blev 1853 sånglärare vid konservatoriet i Leipzig. Götze utnämndes 1855 till professor i musik i Weimar.